# Металлург-2 (футбольный клуб, Донецк)
«Металлург-2» — украинский футбольный клуб из города Донецк. Фарм-клуб «Металлурга».

## Все сезоны на независимой Украине
| Сезон   | Чемпионат       | Чемпионат | Чемпионат | Чемпионат | Чемпионат | Чемпионат | Чемпионат | Чемпионат | Кубок        | Кубок | Кубок | Кубок | Кубок | Кубок | Кубок | Примечание                                            |
| Сезон   | Лига            | Место     | И         | В         | Н         | П         | М         | О         | Этап         | И     | В     | Н     | П     | М     | О     | Примечание                                            |
| ------- | --------------- | --------- | --------- | --------- | --------- | --------- | --------- | --------- | ------------ | ----- | ----- | ----- | ----- | ----- | ----- | ----------------------------------------------------- |
| 1997/98 | Вторая Группа В | 10 с 17   | 30        | 10        | 6         | 14        | 38−42     | 36        | 1/128 финала | 1     | 0     | 0     | 1     | 2−3   | 0     | снялся с соревнований до начала следующего чемпионата |
| 2001/02 | Вторая Группа В | 3 с 18    | 34        | 19        | 9         | 6         | 60−36     | 66        | —            | —     | —     | —     | —     | —     | —     |                                                       |
| 2002/03 | Вторая Группа В | 6 с 15    | 28        | 13        | 4         | 11        | 37−38     | 43        | —            | —     | —     | —     | —     | —     | —     |                                                       |
| 2003/04 | Вторая Группа В | 13 с 16   | 30        | 5         | 8         | 17        | 23−56     | 23        | —            | —     | —     | —     | —     | —     | —     | отказ от участия в следующем чемпионате               |
| Всего   | Вторая          | 4 сезона  | 122       | 47        | 27        | 48        | 158−172   | 121       | >1 сезон     | 1     | 0     | 0     | 1     | 2−3   | 0     |                                                       |

## Достижения
- Вторая лига Украины по футболу:
  - Бронзовый призёр: 2002